# Вбивство через необережність
Заподіяння смерті з необережності чи вбивство через необережність – заподіяння смерті іншій людині, що зробила людина з легковажності або недбалості, без умислу на позбавлення життя. 

## Трактування

### В Україні
За Кримінальним кодексом України спричинення смерті з необережності ( ст. 119) карається обмеженням волі на строк від 3 до 5 років, або позбавленням волі на той же строк, а заподіяння смерті з необережності двом або більше особам — позбавленням волі на строк від 5 до 8 років.

### В США
Схожим чином трактується ненавмисне вбивство в США (англ. manslaughter).

### В Росії
В російській юридичній термінології «вбивством» іменується лише умисне заподіяння смерті, тобто юридично, відповідно до КК РФ «вбивство з необережності» не може існувати, тому що поняття «вбивство» вже вказує на форму вини у вигляді умислу на заподіяння смерті, і необережним може бути, тому використовують термін «заподіяння смерті з необережності» (рос. причинение смерти по неосторожности).
Заподіянням смерті з необережності в Кримінальному кодексі РФ визнається дія або бездіяльність, яка об'єктивно спричинила за собою смерть іншої людини, але вчинене не навмисне, а в результаті необережності, тобто коли винний не передбачав, хоча міг і повинен був передбачати, що його діяння призведе або може призвести до смерті іншої людини (злочинна недбалість); або ж передбачив, але безпідставно припускав, що цього не станеться, або розраховував цього уникнути (злочинна легковажність).
Покарання за необережного заподіяння смерті призначається м'яке покарання. Стаття 109. Заподіяння смерті з необережності КК РФ містить в санкції статті більш легке покарання, ніж за вбивство (стаття 105 КК РФ, аж до смертної кари): виправні роботи або обмеження, або позбавлення волі строком до 2 років; обмеження або позбавлення волі строком до 3 років — якщо смерть була заподіяна внаслідок неналежного виконання винним своїх професійних обов'язків; обмеження або позбавлення волі строком до 4 років — якщо смерть була заподіяна двом або більше особам.